# Dewey F. Bartlett

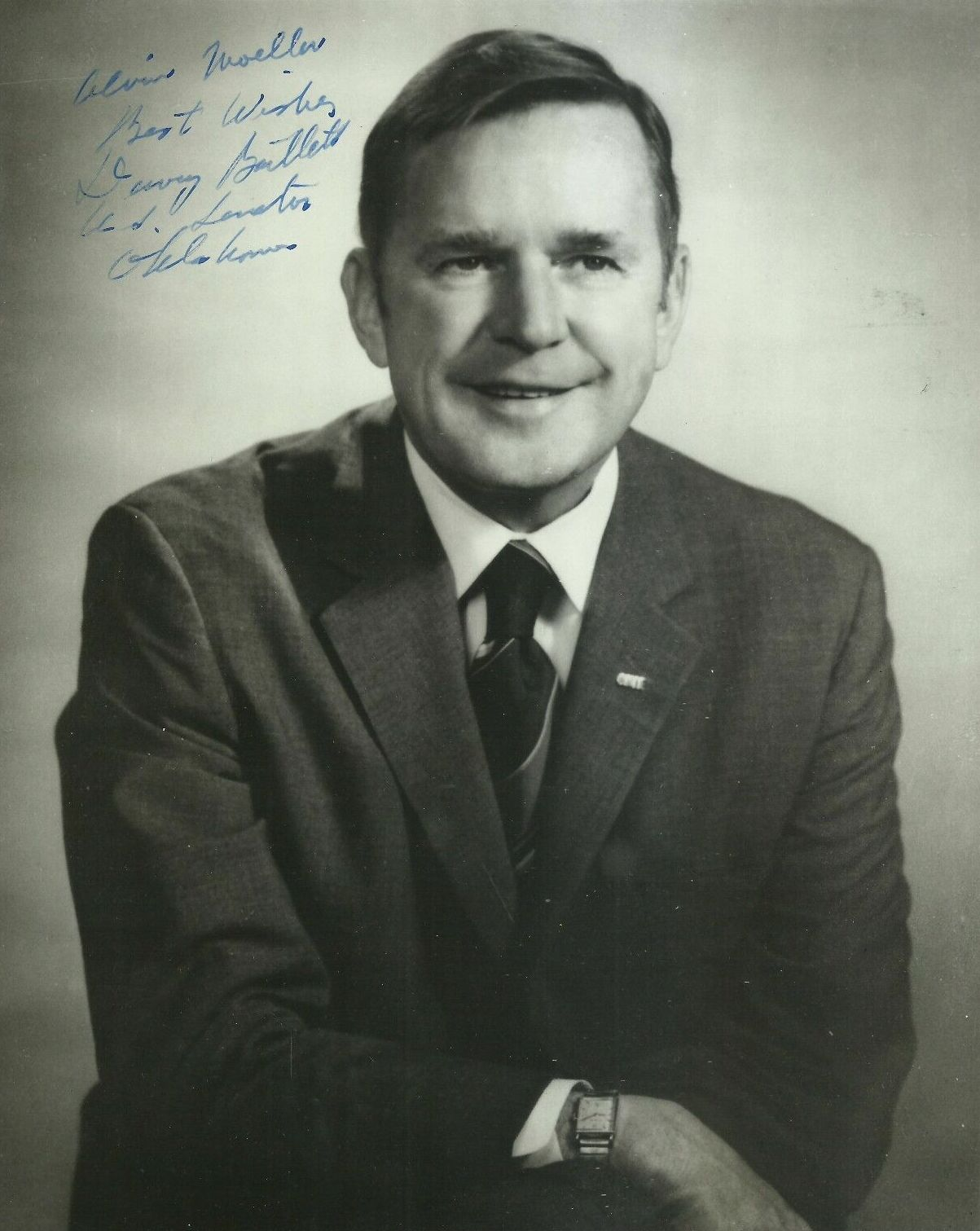
Dewey F. Bartlett

Dewey Follett Bartlett (* 28. März 1919 in Marietta, Ohio; † 1. März 1979 in Tulsa, Oklahoma) war ein US-amerikanischer Politiker und der 19. Gouverneur von Oklahoma. Diesen Bundesstaat vertrat der Republikaner Bartlett auch im US-Senat.

## Frühes Leben
Dewey Bartlett wuchs sowohl in Marietta als auch später in Lawrenceville (New Jersey) auf, wo er die Schulausbildung genoss. Er schloss 1942 sein Studium an der Princeton University ab und wurde 1943 als Soldat in den Zweiten Weltkrieg entsandt. Bis 1945 wurde Bartlett dabei als Sturzkampfbomber an Kriegsschauplätzen im Südpazifik eingesetzt. Kurz nach Kriegsende zog er nach Oklahoma, wo er sich unter anderem als Farmer und Ölproduzent wirtschaftlich einen Namen machte.

## Politische Laufbahn
Von 1963 bis 1966 diente Bartlett im Senat von Oklahoma. Am 9. Januar 1967 wurde er nach seinem Wahlsieg über den Demokraten Preston J. Moore als 19. Gouverneur von Oklahoma vereidigt; die Wiederwahl im Jahr 1971 verlor er knapp gegen David Hall. In seiner Amtszeit als Gouverneur wurde das Rechtssystem des Staates reformiert. Auch eine Steuerreform wurde unter Gouverneur Bartlett in Oklahoma durchgeführt.
Im Jahr 1972 bewarb er sich für das Amt des Senators der Vereinigten Staaten und gewann auch diesmal die Wahl gegen Ed Edmondson. Er verblieb vom 3. Januar 1973 bis zum 3. Januar 1979 im Kongress. In seine Amtszeit als Senator fällt die Ölkrise in den 1970er Jahren, in deren Verlauf Bartlett die Gas- und Ölinteressen zu schützen versuchte.

## Letzte Jahre
Eine Wiederwahl im Jahr 1979 lehnte er ab, da man bei ihm Lungenkrebs diagnostiziert hatte. Zwei Monate nach seinem Abtritt als Senator starb er im Alter von 59 Jahren in Tulsa. Sein Sohn, Dewey Follett Bartlett Jr., engagierte sich ebenfalls politisch. So war er von 1990 bis 1994 im Stadtrat von Tulsa tätig und übernahm nach dem Tod des Vaters dessen Unternehmen, die Keener Oil and Gas Company. 2004 kandidierte er für den Senat von Oklahoma, unterlag aber dem Demokraten Tom Adelson.